# HX Большой Медведицы
HX Большой Медведицы (лат. HX Ursae Majoris), HD 104425 — двойная затменная переменная звезда типа Беты Лиры (EB) в созвездии Большой Медведицы на расстоянии приблизительно 430 световых лет (около 132 парсеков) от Солнца. Видимая звёздная величина звезды — от +9,06m до +8,89m.

## Характеристики
Первый компонент — жёлто-белый яркий гигант спектрального класса F6II.